# Fastvingefly
Fastvingefly er flyvemaskiner i traditionel forstand med faste vinger, i modsætning til helikoptere.